# Лиматола
Лиома̀тола (на италиански: Limatola) е малко градче и община в Южна Италия, провинция Беневенто, регион Кампания. Разположено е на 48 m надморска височина. Населението на общината е 4142 души (към 2010 г.).